# M-11 Schtorm
M-11 Schtorm (russisch Шторм; dt.: „Sturm“) ist ein russisches seegestütztes-Flugabwehrraketen-System. Der NATO-Codename lautet SA-N-3 Goblet, der GRAU-Index 4K60 bzw. 4K65. Es wurde erstmals in den 1960er-Jahren auf sowjetischen Kriegsschiffen installiert und befindet sich heute noch im Einsatz.

## Beschreibung
Am 25. Juli 1959 wurde die Entwicklung des seegestützten Flugabwehrraketenkomplexes M-11 Schtorm in Auftrag gegeben. Die Forschungsarbeiten wurden vom Institut NII-10 übernommen, das auch an der Marineversion des landgestützten Flugabwehrsystems SA-3 (SA-N-1) arbeitete. Ursprünglich war geplant, das SA-N-3-System auf den Projekt-1126-Schiffen zu installieren, was aber im Juni 1961 verworfen wurde, da sowohl das SA-N-3-Projekt als auch das Projekt 1126 annulliert wurde. Allerdings wurde das SA-N-3-Projekt nur einen Monat später wieder reaktiviert, um auf Schiffen der Moskwa-Klasse eingebaut zu werden. Im April 1962 waren die Arbeiten erfolgreich beendet. Die Raketen wurden von einem modifizierten ZIF-101-Werfer aus abgefeuert, der auch schon beim SA-N-1-System Verwendung findet. Nach anfänglichen Problemen wurde das System schließlich auf der Moskwa installiert, die 1967 in Dienst gestellt wurde. Offiziell wurde das M-11-Schtorm-System erst im Jahr 1969 in Dienst gestellt, da trotz Inbetriebnahme noch Entwicklungs- und Verbesserungsarbeiten durchgeführt wurden.

Ungewöhnlicherweise gab es kein entsprechendes landgestütztes System. Das M-11-System wurde ausschließlich auf sowjetischen Kriegsschiffen verwendet und nie in realen Gefechtssituationen eingesetzt. Insgesamt wurden 25 Systeme hergestellt und auf folgenden Schiffsklassen verwendet:
- 1123 Moskwa-Klasse: zwei B-189-Doppelarmstarter, insgesamt 48 Raketen
- 1134A Kresta-II-Klasse: zwei Doppelarmstarter, insgesamt 72 Raketen
- 1134B Kara-Klasse: zwei B-189-Doppelarmstarter, insgesamt 72 Raketen[5]
- 1143 Kiew-Klasse: zwei Doppelarmstarter, insgesamt 72 Raketen

## Technik
Die 4K60/4K65-Raketen sind paarweise nebeneinander auf dem drehbaren Doppelarmstarter angebracht. Die älteren 4K60-Raketen hatten eine Reichweite von 3 bis 35 km, die moderneren 4K65-Raketen können bis zu einer Entfernung von 5 bis 55 km effektiv eingesetzt werden. Die Flugabwehrraketen werden mittels Kommandolenkung und halbaktiver Zielsuchlenkung gesteuert (SARH). Es werden die „Head Lights“- und „Top Sail“-Radars verwendet.

## Varianten
- 4K60 M-11 „Schtorm“: W611-Raketen, NATO-Code SA-N-3A
- 4K65 M-11 „Schtorm-M“: W611M-Raketen, NATO-Code SA-N-3B (verbessertes System)